# Olympische Sommerspiele 1908/Teilnehmer (Schweiz)
| Gelbes Symbol für Goldmedaillen mit stilisierten Olympischen Ringen | Graues Symbol für Silbermedaillen mit stilisierten Olympischen Ringen | Braundes Symbol für Bronzemedaillen mit stilisierten Olympischen Ringen |
| ------------------------------------------------------------------- | --------------------------------------------------------------------- | ----------------------------------------------------------------------- |
| —                                                                   | —                                                                     | —                                                                       |

Die Schweiz nahm mit einem Athleten an den Olympischen Sommerspielen 1908 in London teil.

## Teilnehmer nach Sportarten

### Leichtathletik
- Julius Wagner
Hammerwurf: Platz 10 bis 19 (Resultat unbekannt)